# South East Europe Media Organisation
La South East Europe Media Organisation (SEEMO) è un'organizzazione non governativa che opera in ambito regionale in Europa sud-orientale, senza fini di lucro. È una rete di editori, dirigenti di testate e giornalisti attivi nei settori della carta stampata, delle agenzie di stampa, delle emittenti radio e televisive nel Europa sud-orientale. SEEMO è strutturata in comitati nazionali, con sedi in diversi paesi dell'area, con l'obiettivo di mettere in relazione i media internazionali e lo sviluppo dei mezzi di informazione attivi nella regione. Ne è segretario generale Oliver Vujovic, ex corrispondente nei Balcani per il quotidiano Die Presse di Vienna.
SEEMO è stata fondata nell'ottobre 2000 a Zagabria (Croazia) e ha la sua sede a Vienna.

## Attività
L'impegno principale di SEEMO riguarda la promozione della libertà di stampa tramite attività di supporto offerta a giornalisti e testate in Europa sud-orientale, monitoraggio, denuncia e advocacy in ambito internazionale sulle violazioni della libertà di informazione che si verificano nel Sud-Est Europa..

## Magazine
A partire dal mese di ottobre e fino al 2009, SEEMO ha pubblicato una rivista a cadenza trimestrale, il magazine deScripto in lingua inglese. La rivista si poneva l'obiettivo di proporre al pubblico internazionale una riflessione critica sui mass media e sugli sviluppi den settore dell'informazione nel Sud-Est Europa.
Alla rivista contribuivano gli studenti dell'Università Webster Vienna, il programma del college in giornalismo FHWien, e l'Istituto di Giornalismo dell'Università di Vienna, mentre la funzione di caporedattore era svolta dal Prof. Dr. Thomas A. Bauer.

## Monitoraggio e denuncia
SEEMO monitora la libertà di stampa nel Sud Est Europa e risponde agli attacchi e alla minacce subite da giornalisti e testate indirizzando lettere di denuncia al circuito dei media internazionali, alle organizzazioni internazionali e non governative attive nel campo della libertà d'espressione, nonché a personalità politiche e istituzioni che possano svolgere un ruolo incisivo nelle vicende specifiche.
Le situazioni oggetto di denuncia vengono spesso portate all'attenzione di SEEMO da parte dei suoi membri. 
Le campagne di denuncia e protesta avviate da SEEMO hanno grande visibilità e circolazione non solo nella regione, poiché vengono fatte circolare anche nel circuito dei media internazionali, fra le organizzazioni internazionali e non governative, raggiungendo anche personalità politiche e istituzioni. In alcuni casi particolarmente delicati, SEEMO ha svolto un'azione importante nel portare all'attenzione internazionale violazioni e pressioni subite dai giornalisti nella regione, le cui vicende sarebbero rimaste inascoltate fuori dai confini nazionali senza lo sforzo condotto da quest'organizzazione. Fra i giornalisti che hanno pubblicamente riconosciuto il ruolo cruciale svolto da SEEMO, vi è anche la giornalista slovena Anuska Delic, impiegata dal principale quotidiano del paese, Delo.
SEEMO conduce missioni di monitoraggio nei paesi in cui la libertà di stampa è sotto attacco e partecipa ad attività di formazione rivolte a giornalisti in ambito regionale ed internazionale.

## Premio SEEMO

### Premio SEEMO per una migliore comprensione
Il premio annuale "Dr Erhard Busek per una migliore comprensione" viene assegnato a giornalisti dell'Europa sudorientale che si sono impegnati per favorire la migliore comprensione tra i popoli e combattere divisioni etniche, razzismo e xenofobia.
Hanno ricevuto questo premio: 
- 2002: Denis Latin, editore, Hrvatska Radiotelevizija, Zagabria
- 2003: Kemal Kurspahić, ex direttore del quotidiano Oslobodjenje a Sarajevo[6]
- 2005: Brankica Petkovic, Direttore dell'Istituto di Pace Lubiana
- 2006: Danko Plevnik, giornalista del quotidiano Slobodna Dalmacija da Spalato
- 2007: Milena Dimitrova, giornalista investigativa del quotidiano Trud, Sofia
- 2008: Brankica Stankovic, B92, Belgrado
- 2009 Bergant Boris, Vice Presidente di Unione europea di radiodiffusione (EBU) ed ex vice direttore dell'RTV Slovenija
- 2010 Omer Karabeg, direttore del slavi del Sud e Albanese Service, Radio Free Europe, Praga

### Premio SEEMO per i Diritti Umani
- 2002: Christine von Kohl, Austria
- 2002: Nebojsa Popov, Serbia
- 2005: Fatos Lubonja, Albania
- 2006: Dede Abduhalim, Grecia
- 2007: Radnocic Seki, Montenegro - Bosnia ed Erzegovina
- 2008: Hribar Spomenka, Slovenia (Lubiana) - Fonte agenzia di stampa STA Slovenia
- 2009: Pavol Demes, la Slovacchia
- 2010: Christo Komarnitski, vignettista bulgaro, Sofia

### CEI SEEMO Award per il giornalismo investigativo
2008: Drago Hedl, Croazia
2009: Likmeta Besar, Albania, Diploma Speciale: Esad Hecimovic, Bosnia ed Erzegovina e Candea Stefan, Romania
2010: Mogos Adrian, Romania, Diploma Speciale: Iryna Khalip, Bielorussia e Pavlova Lydia, Bulgaria

### SEEMO Human Rights Photo Award
- 2008: Maja Zlatevska, Macedonia e Premio Speciale per Marko Djurica, Serbia
- 2009: Nebojsa Raus Radosavljevic, Serbia
- 2010: Mahir Vranac, Bosnia ed Erzegovina